# Black River-Matheson
Black River-Matheson to gmina (ang. township) w Kanadzie, w prowincji Ontario, w dystrykcie Cochrane.
Powierzchnia Black River-Matheson to 2290,98 km².
Według danych spisu powszechnego z roku 2001 Black River-Matheson liczy 2912 mieszkańców (1,27 os./km²).